# Famille Dőry
La famille Dőry de Jobaház (en hongrois : jobaházi Dőry család) était une famille aristocratique hongroise.